# Сазонов, Иван Фёдорович
Ива́н Фёдорович Сазо́нов (13 апреля 1938, с. Драгомировка, Келлеровский район, Северо-Казахстанская область, Казахская ССР, СССР — 13 мая 2019, с. Драгомировка, Тайыншинский район, Северо-Казахстанская область, Казахстан) — механизатор широкого профиля. Герой Социалистического Труда (1976). Депутат Верховного Совета СССР 8-го созыва. Заслуженный работник сельского хозяйства Казахской ССР (1970). Член КПСС с 1972 года.

## Биография
Родился 13 апреля 1938 года в селе Драгомировка Келлеровского района Северо-Казахстанской области (ныне — Тайыншинский район, Северо-Казахстанская область, Казахстан).
В 1957 году окончил Карагандинский горный техникум, работал мастером строительного управления в Черемхово (Иркутская область), затем служил в Советской Армии.
В 1961 году окончил курсы механизаторов при Лобановском училище механизации сельского хозяйства.
С марта 1961 по 1998 год работал в колхозе «Путь к коммунизму» (село Драгомировка Келлеровского района) механизатором широкого профиля: освоил комбайн, трактор, автомобиль. Постоянно добивался высоких производственных показателей: например, в период уборки урожая ежегодно вырабатывал на комбайне 180—200 процентов нормы.
Преподавал на курсах повышения квалификации механизаторов колхоза.
Депутат (от Казахской ССР) Совета национальностей Верховного Совета СССР 8-го созыва (1970—1974).
С 1998 года на пенсии, проживает в селе Драгомировка. До декабря 2006 года трудился механизатором в ПК «Драгомировка» (позже — ТОО «Жаркуль»).
Скончался 13 мая 2019 года. Похоронен на Драгомировском сельском кладбище.

## Награды
- медаль «Серп и Молот» Героя Социалистического Труда (1976)
- два ордена Ленина (1971; 1976)
- орден Октябрьской Революции
- орден Трудового Красного Знамени
- орден «Знак Почёта»[1]
- Почётный гражданин Северо-Казахстанской области (2011)